# Litoral Gas
Litoral Gas es una compañía dedicada a la distribución de gas natural por redes constituida en Argentina en 1992, que desarrolla sus operaciones exclusivamente en el país. El área de distribución está conformada por la provincia de Santa Fe y el noroeste de la provincia de Buenos Aires, en los partidos de San Nicolás, Ramallo, Pergamino, Colón, Arrecifes, San Pedro, Baradero. Sirve a 730.729 clientes y tiene una concesión de 35 años, extendible por otros 10 más.
Los accionistas son la sociedad Tibsa Inversora S.A., propietaria del 91,66 % del paquete accionario y el 8,34% restante pertenece a otros accionistas individuales, entre los cuales se incluyen empleados y ex empleados de la Empresa.

## Atención comercial
- 0810 444 5427 (LGAS) [2]

## Emergencias
- 0800 777 5427 (LGAS) las 24 h[2]
- 911
- Reclamo no atendido debidamente por Litoral Gas, o necesite asesoramiento, comunicarse gratis al Ente Nacional Regulador del Gas (ENARGAS) TE 0800-333-4444[2]